# Gobron

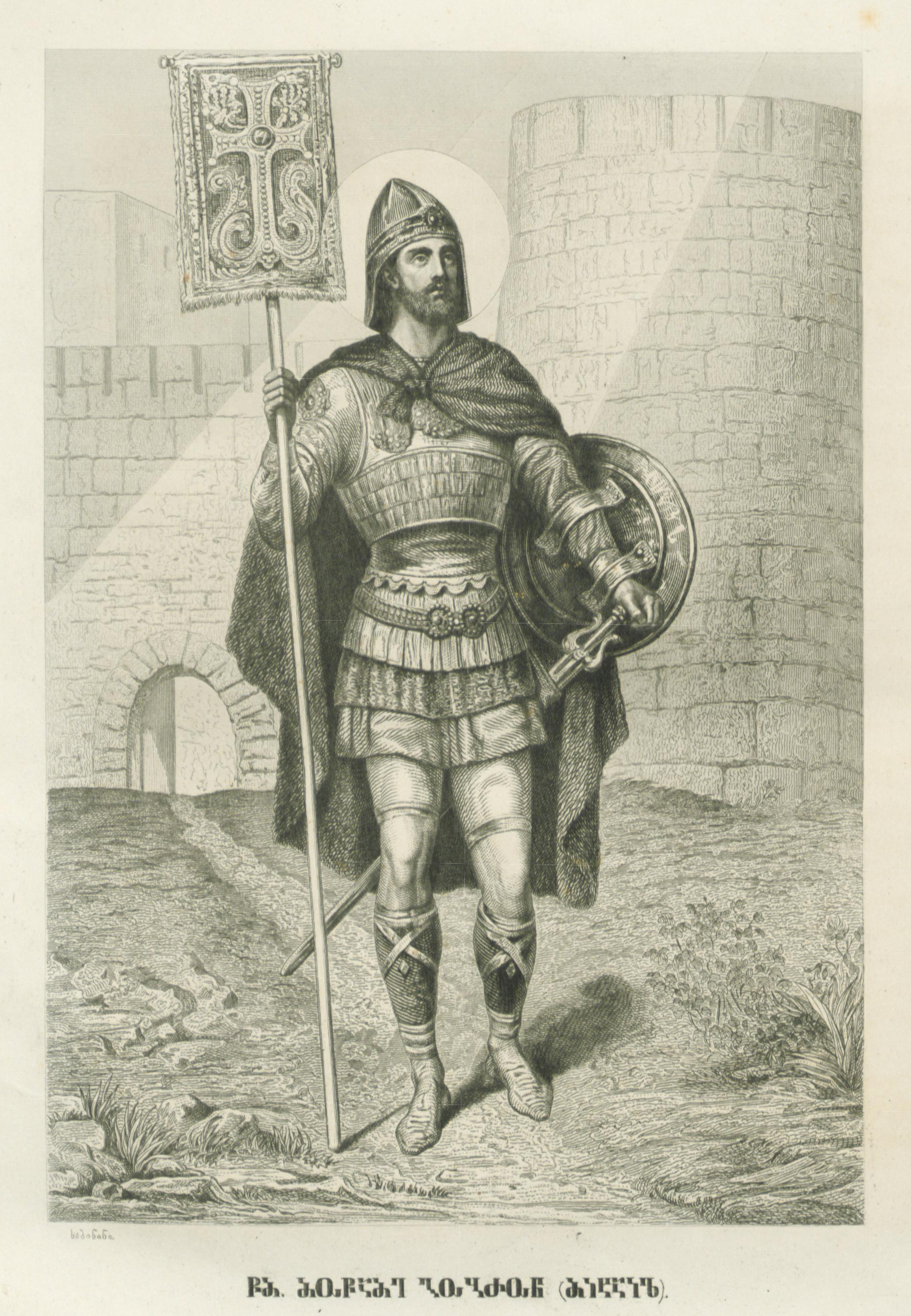
Mikel Gobron ilustrado por Sabini.

Gobron (en georgiano: გობრონი) también conocido como Mikel-Gobron o Michael-Gobron (მიქელ-გობრონი) (murió el 17 de noviembre de 914) fue un comandante militar georgiano cristiano que dirigió la defensa de la fortaleza de Q'ueli contra el emir Sajid de Azerbaiyán. Cuando la fortaleza cayó después de un asedio de 28 días, Gobron fue capturado y decapitado, después de haber rechazado los incentivos para convertirse al islam. Poco después de su muerte, Gobron se convirtió en el sujeto de la hagiografía escrita por el obispo Estefan de T'beti y un santo. de la Iglesia Ortodoxa de Georgia, que lo conmemora el 30 de noviembre ( OS 17 de noviembre). Su martirio también es mencionado por las crónicas medievales georgianas y armenias .

## Biografía
Gobron es el argumento de La Pasión del Santo Mártir Gobron, que fue secuestrado del Castillo de Q'ueli (წამებაჲ წმიდისა მოწამისა გობრონისი, რომელი განიყვანეს ყუელის ციხით), compuesto por el Obispo Stephen de T'beti (Stepane Mtbevari) a instancias del príncipe georgiano Bagratid Ashot I de Tao entre 914 y 918. La narrativa del martirio de Gobron se desarrolla en el contexto de la expedición militar de Yúsuf Ibn Abi'l-Saj, el emir Sayi de Azerbaiyán, en Georgia en 914. Esta campaña fue uno de los últimos intentos importantes por parte del Califato Abasí para mantener su dominio desmoronado de las tierras georgianas, que, en ese momento, eran un mosaico de estados rivales, nativos y posesiones musulmanas.
Yusuf Ibn Abi'l-Saj, el Abul-Kasim de las fuentes georgianas medievales, invadió Georgia desde Armenia. Avanzó, a través del emirato musulmán de Tiflis, hacia Kakheti, desde donde se mudó a Kartli e invadió Samtskhe y Javakheti. Incapaz de apoderarse de la fortaleza de Tmogvi, el emir puso sitio a Q'ueli, que estaba entonces en posesión del georgiano Bagratid príncipe Gurgen de Tao . Q'ueli aguantó durante 28 días: el joven comandante Gobron, cuyo nombre original -nos dice su biografía- fue Mikel (Michael), se resistió ferozmente y realizó una serie de incursiones, pero finalmente se sintió obligado a rendirse ante el emir. El rey georgiano Adarnase logró rescatar a ciertos nobles que habían sido tomados por los musulmanes en Q'ueli, pero Gobron fue retenido por el emir en cautiverio. Ni la promesa de honores, ni las torturas y el testimonio de la matanza de 133 de sus camaradas de armas pudieron obligar a Gobron a renunciar al cristianismo como lo exigió Yusuf. Según la Pasión, Gobron, agradecido con Cristo por haber sido elegido mártir, se encontró con su muerte por decapitación.
La defensa de Q'ueli por Gobron, su captura y ejecución se describen brevemente en la crónica anónima del siglo XI de Kartli, parte de las Crónicas georgianas, que hace referencia a la versión más detallada de Esteban de T'beti. La ejecución de Mik'ayel, de Gogarene, también es mencionada por el historiador armenio del siglo X, Hovhannes Draskhanakerttsi y más tarde por su compatriota Estépanos de Taron.